# 奥泰鲁马约尔
奥泰鲁马约尔是葡萄牙波尔图区的一个堂区。总面积3.09平方公里，总人口378人，人口密度122.3人/平方公里。